# 어반가르드

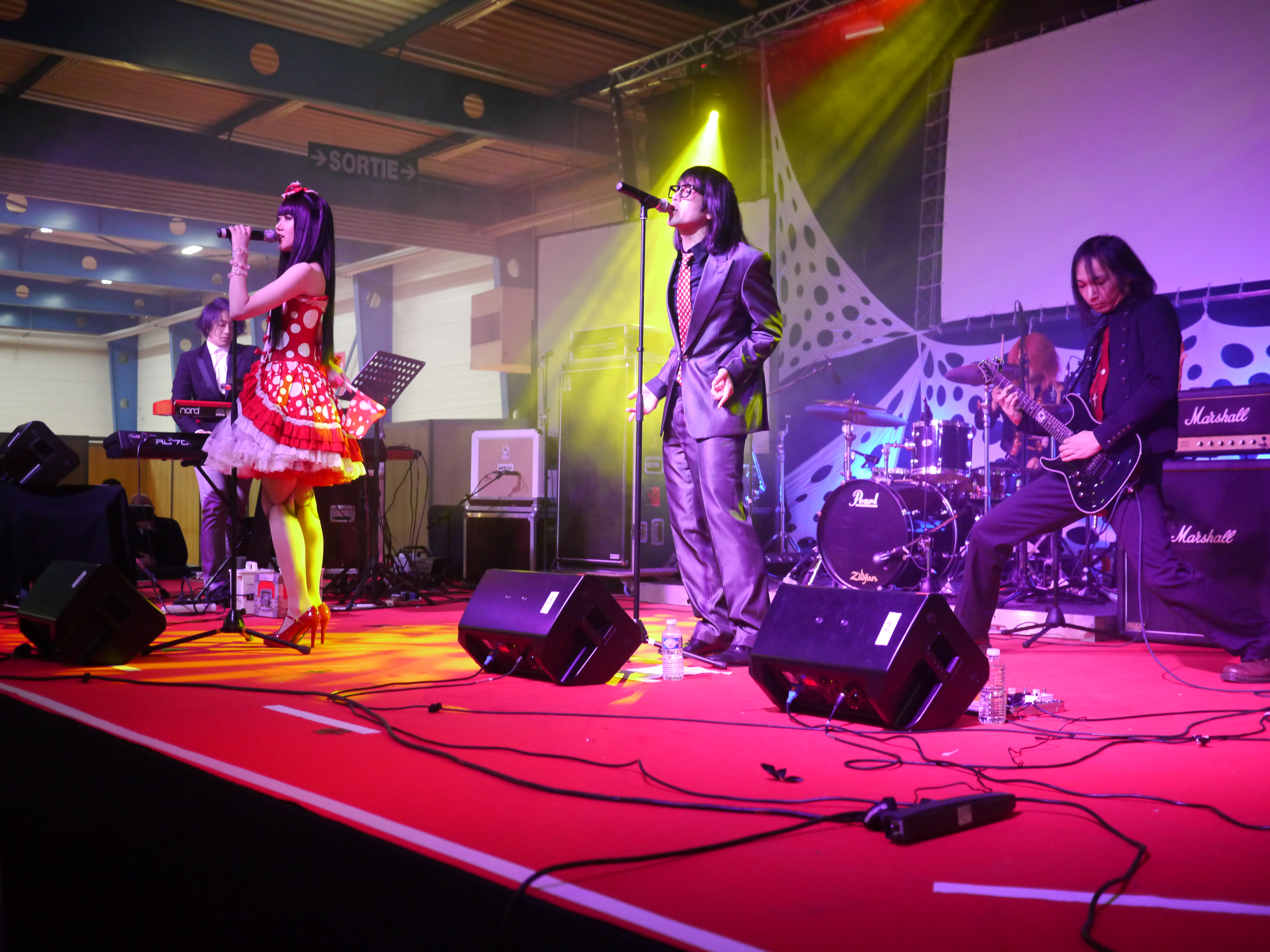

어반가르드(アーバンギャルド, Urbangarde)는 일본의 팝/록밴드이다.
남녀의 트윈 보컬, 기타, 키보드, 드럼, 시퀀서로 구성되어 있으며, 자신들의 음악성을 '트라우마 테크노 팝'
이라 표현한다. 라이브에서는 노래, 연주 외에도 시낭송이나 비디오 영상과 함께하는 퍼포먼스도 벌이고 있다.
모든 노래의 가사는 마츠나가 텐마(松永天馬)가 담당하고 있다. 편곡은 주로 키보드를 연주하는 야치무라 케(谷地村 啓)가 담당하고 있다. 하지만 편곡에 대해서 멤버들 간의 대화도 이루어지며, 어떤 곡들은 다른 멤버가 프로그래밍 하고 있기 때문에, 메이져 데뷔 이후는 어반가르드 이름으로 하고 있다.
어방가르드의 아이콘은 빨간색과 하얀색의 물방물 무늬와 일본의 세일러 복이 주로 사용된다. 라이브나 PV등의 영상에서는 가끔씩 거대 큐피 인형탈을 쓴 모습을 볼 수 있다. 그 외에도 최근들어 보컬 하마사키 요코(浜崎容子)가 입고있는 구체 관철 모양 스타킹도 볼 수 있으며, 라이브장 주변에서 이런 코스프레를 한 팬들도 종종 목격된다.
2011년 7월 20일, 스커트 혁명 싱글 앨범으로 유니버셜J에서 메이져 데뷔했다. 10월에는 메이져 첫 앨범 멘탈 헤르즈를 발표하고, 오리콘 위클리 차트 첫 등장으로 41위를 기록했다. 이 앨범에 수록되어있는 타이틀 곡 아이의 연애(子どもの恋愛)는 피아 필름 페스티벌의 제21회 PFF 스칼라쉽 작품 사랑에 이르는 병(恋に至る病)의 주제가로 사용되었다. 이 영화에는 앨범 수록곡 타락한 천사의 팝(堕天使ポップ), 버스데이 송(バースデーソング)도 삽입곡으로 사용되었다. 연말에는 처음으로 락 페스티벌 COUNTDOWNJAPAN11/12에 출연했다.
2012년 3월 7일에는 싱글 앨범 태어나고 싶다(生まれてみたい)를 발표했다. 그리고, 같은 달 20일에 SHIBUYA-AX에서 밴드 사상 최대 규모의 라이브 어반가르드의 SHIBUYA-AX는, 병듦.(「アーバンギャルドのSHIBUYA-AXは、病気。)을 개최했으며, 나고야를 시작으로하는 첫 전국 투어를 시작했다.

## 멤버

### 현 멤버
- 하마사키 요코 (浜崎 容子) : 보컬
- 마츠나가 덴마 (松永 天馬) : 보컬, 작사
- 오쿠보 케이 (おおくぼ けい) : 전자 키보드

### 이전 멤버
- 아유카와 쥰 (鮎川 じゅん) : 보컬
- 후지 료지 (藤井 亮次) : 크래프트
- 야치무라 케 (谷地村 啓) : 전자 키보드
- 가기야마 교이치 (鍵山 喬一) : 드럼
- 제제 신 (瀬々 信) : 기타

## 음반

### 인디즈

#### 싱글
|     | 발매연도       | 제목                                 |
| --- | -------------- | ------------------------------------ |
| 1st | 2007년 5월 6일 | 수정주의자(修正主義者)               |
| 2nd | 2010년 7월 9일 | 상처 투성이 마리아(傷だらけのマリア) |

#### 앨범
|     | 발매연도        | 제목                                                                                                |
| --- | --------------- | --------------------------------------------------------------------------------------------------- |
| 1st | 2008년 4월      | 소녀는 두번 죽는다 (少女は二度死ぬ) 2009년 3월 6일, 2개의 보너스 트랙을 포함하는 특장판이 재발매됨. |
| 2nd | 2009년 10월 9일 | 소녀 도시 계획 (少女都市計画)                                                                       |
| 3rd | 2010년 10월 8일 | 소녀의 증명 (少女の証明)                                                                            |

### 메이저

#### 싱글
|     | 발매연도        | 제목                            |
| --- | --------------- | ------------------------------- |
| 1st | 2011년 7월 20일 | 스커트 혁명(スカート革命)       |
| 2nd | 2011년 9월 28일 | 두근거림에 죽다(ときめきに死す) |
| 3rd | 2012년 3월 7일  | 태어나고 싶어(生まれてみたい)   |
| 4th | 2012년 6월 20일 | 병든 아이돌(病めるアイドル)     |

#### 앨범
|     | 발매연도         | 제목                         |
| --- | ---------------- | ---------------------------- |
| 1st | 2011년 10월 26일 | 멘탈 헤르즈 (メンタルへルズ) |

### 솔로 앨범
하마사키 요코
- 필름 느와르 (フィルムノワール) (2010년 4월 25일 발매)

### DVD
- 프로파간다 비디오 2012 (プロパガンダヴィデオ2012) (2012년)

인디 시절과 메이져 데뷔 이후를 모두 포함해, 2011년까지 발표된 PV 중 여자아이 전쟁(女の子戦争)을 제외하고 모두 수록했다. 보너스 트랙으로 안무를 설명한 댄스 레슨 등이 포함되어 있다.
- 어반가르드의 SHIBUYA-AX는, 병듦. (アーバンギャルドのSHIBUYA-AXは、病気。) (2012년)

2012년 3월에 SHIBUYA-AX에서 펼쳐진 라이브 영상. 7곡이 수록된 CD 불량 소녀인 어반가르드(不良少女のアーバンギャルド)가 함께 포함되어 있다.

### 콜라보레이션 앨범
- 소와카짱과 어반가르드(ソワカちゃんとアーバンギャルド) (2010년 8월 14일 발매)

### VA
- 도쿄 게릴라 (東京ゲリラ) (2008년)
- 도쿄 게릴라 (東京ゲリラ2) (2009년)
- 21세기씨 sings 할멘즈 (21世紀さん sings ハルメンズ) (2010년)

하마사키 요코가 2곡 보컬 참가
- 문 라이더즈 『카메라=만년필 스페셜 에디션』 ({{{2}}}) (2011년)

(DISC2의 리믹스반에 수록된 미친 바캉스 (狂ったバカンス)에 참가)